# Corvallis
Corvallis és una ciutat dels Estats Units i la seu del comtat de Benton al centre oest de l'estat d'Oregon. Segons el cens dels Estats Units del 2020, la població el 2020 era de 59.922 habitants. Corvallis és la ubicació de la Universitat Estatal d'Oregon i del Good Samaritan Regional Medical Center.

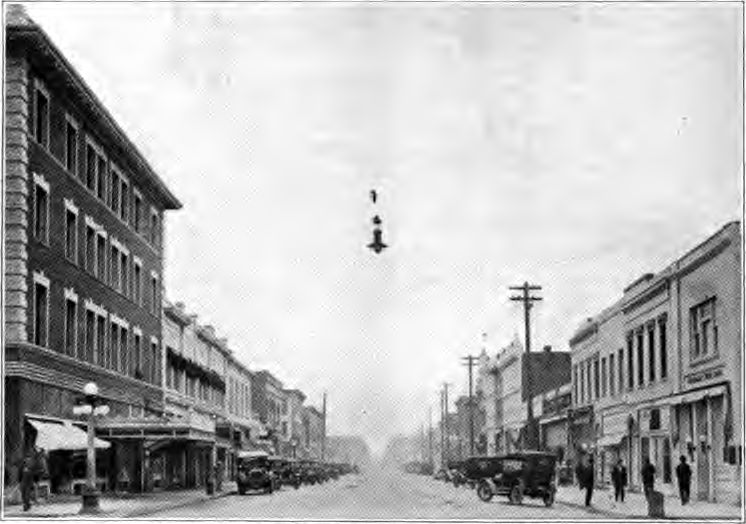
Centre de la ciutat als voltants del 1920